# Phaiomys leucurus
Phaiomys leucurus és una espècie de mamífer rosegador de la família dels cricètids, l'única del gènere Phaiomys. Viu a la Xina, l'Índia i el Nepal. Es tracta d'un animal diürn i excavador. Els seus hàbitats naturals són els boscos temperats i les zones herboses situades a gran altitud. És una espècie en risc mínim, és a dir, no sembla que hi hagi cap amenaça significativa per a la seva supervivència. El seu nom específic, leucurus, significa ‘cuablanc’ en llatí.